# Western African Telegraph Company

La Western African Telegraph Company est une société anglaise créée en 1885 pour assurer une liaison par câble tout le long des côtes de l’Afrique de l'Ouest.

## Histoire
Sa fondation fait suite à la création en 1873 de l’Eastern and South African Telegraph Company Limited, formée pour déployer des cables de Durban to Aden, afin de relier cette région du monde au réseau de l’Eastern Telegraph Company", de Sir John Pender. En Afrique, les premiers câbles télégraphiques transocéaniques arrivent ainsi avant la construction des premiers réseaux terrestres. 
Dix ans plus tard, en 1883, puis en 1885, l'État français passe un appel d'offres pour une liaison qui desservirait cette fois les côtes de l’Afrique de l'Ouest, où se déploie la colonisation française. Les compagnies françaises sont bien en peine d'y répondre : la Société du Câble Transatlantique Français a été rachetée dès 1873 par la Western Union américaine, qui est par ailleurs accusée de pratiques monopolistiques, et la Compagnie française du télégraphe de Paris à New-York s'est retrouvée en faillite 18 mois sa fondation en 1879.
La société sera ensuite rachetée par l'"Eastern Telegraph Company",  présidée par Sir John Pender, qui détenait déjà l'Eastern and South African Telegraph Company Limited.
En 1902, au moment où sont apparues les premières utilisations du téléphone en Afrique de l'Ouest, le gouvernement français a racheté des portions entières du réseau de la Western African Telegraph Company.